# MG WA
La MG WA est une berline sportive produite par le constructeur anglais MG en 1938 et 1939, et était à l'époque la plus grande et la plus lourde voiture que la société ait jamais construite. Bien que similaire à la SA, la voiture avait une voie plus large à l'arrière permettant l'installation d'une carrosserie plus grande.
La voiture utilise une version syntonisée du moteur six-cylindres Morris QPHG élargi à 2561 cm³. Le taux de compression est augmenté à 7,25 à 1 et un nouveau vilebrequin équilibré est installé. Le pont arrière rigide propulse le véhicule par l'intermédiaire d'une boîte de vitesses manuelle à quatre vitesses synchronisée sur les trois derniers rapports et un arbre de transmission divisé. Des roues Fil (à rayons) et des freins à tambour de 14 pouces actionnés hydrauliquement par un système Lockheed complètent l'équipement de base. 
La carrosserie de la berline est réalisée en interne par Morris et est une spacieuse quatre portes flanquée de la calandre traditionnelle MG et des deux grandes phares chromés. Elle se distingue à l'extérieur de sa semblable SA par le pare-chocs avant qui plonge au centre et la roue de secours portée à l'aile avant, contrairement au couvercle de coffre. À l'intérieur, il y avait des sièges individuels à l'avant et une banquette arrière avec accoudoir central rabattable, le tout revêtu de cuir. La WA revient aux traditionnels instruments octogonaux encadrés. 

Une belle WA
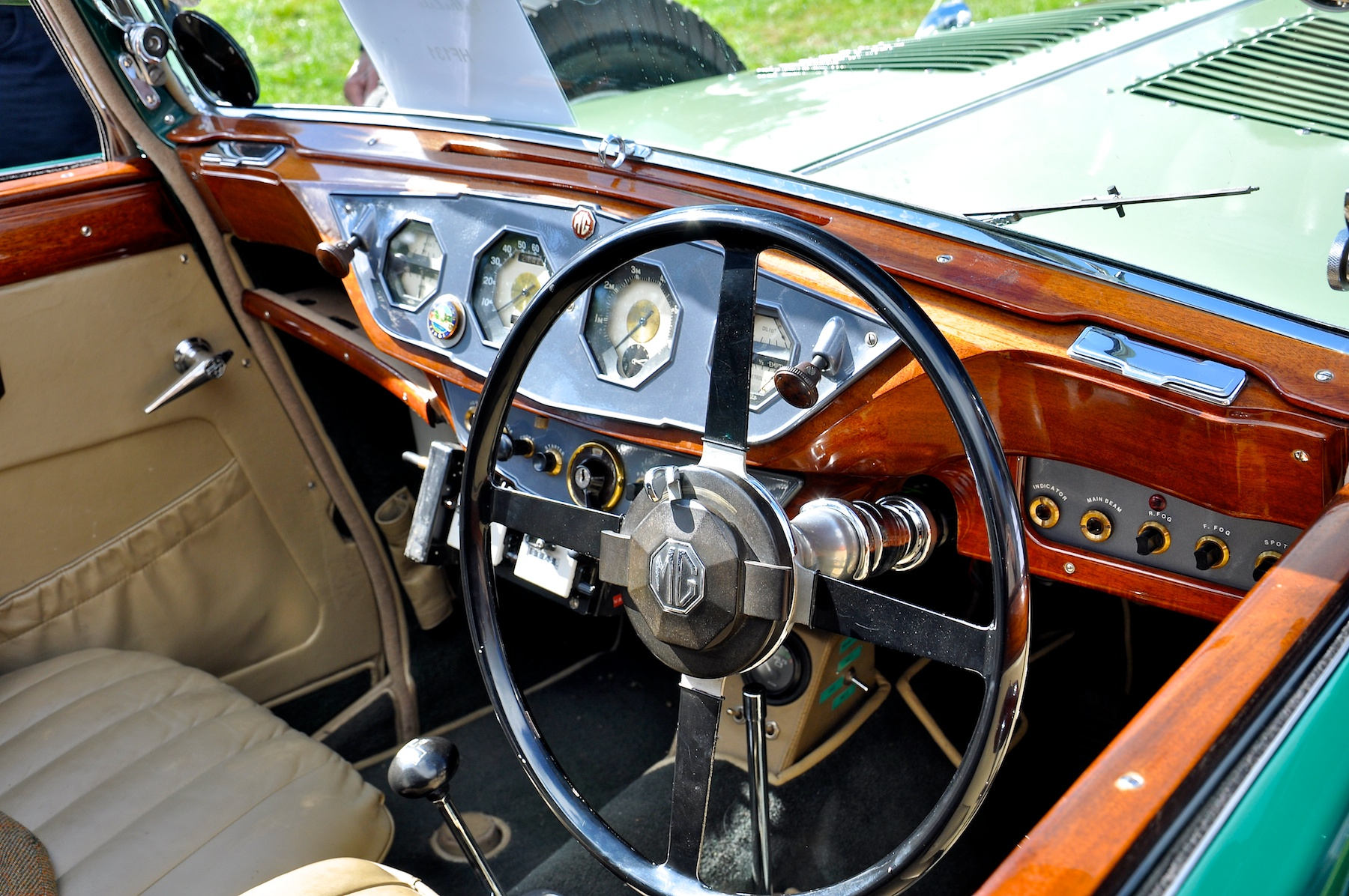
Instruments traditionnels de forme octogonale
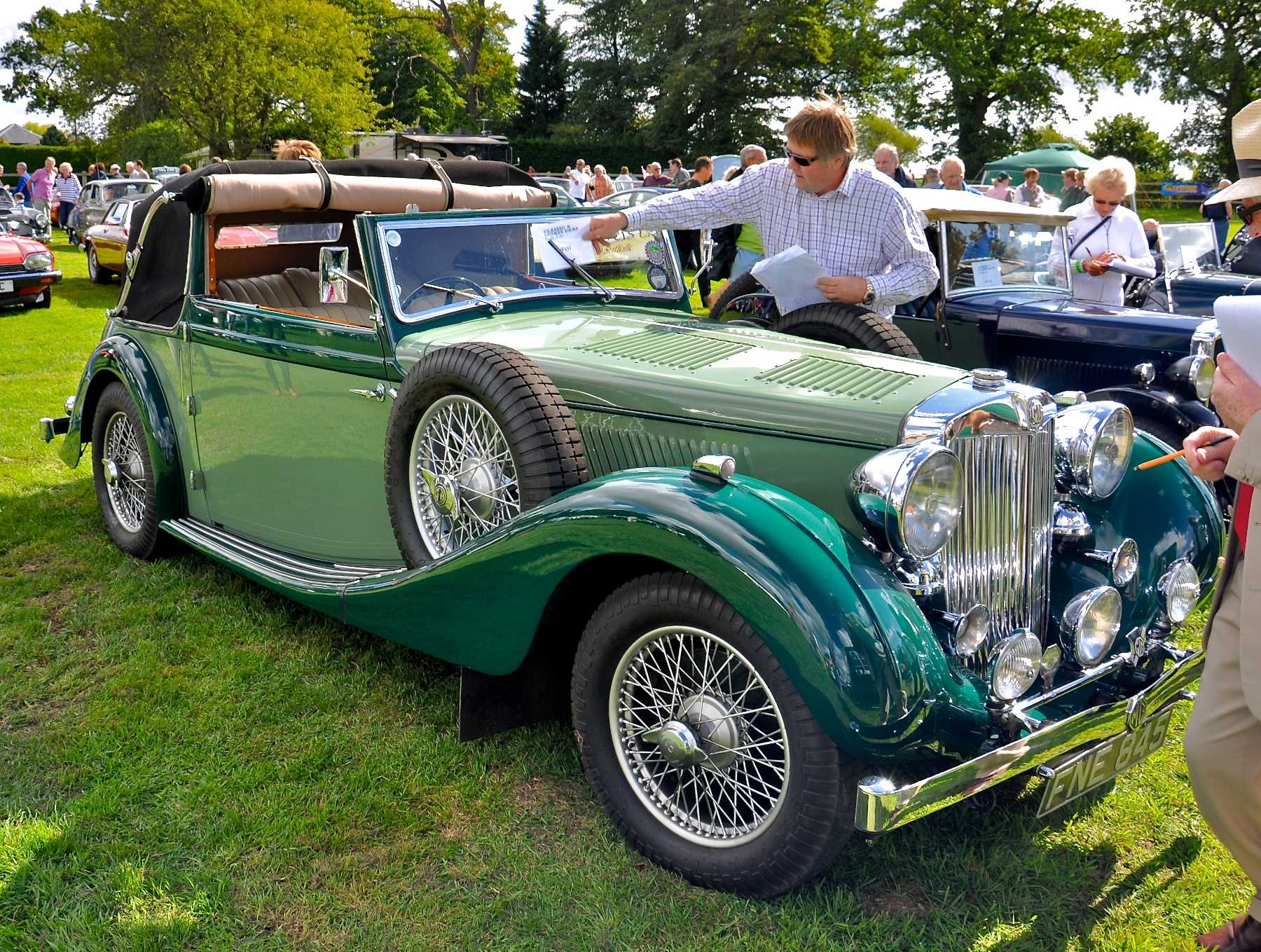
Coupé décapotable deux portes Tickford
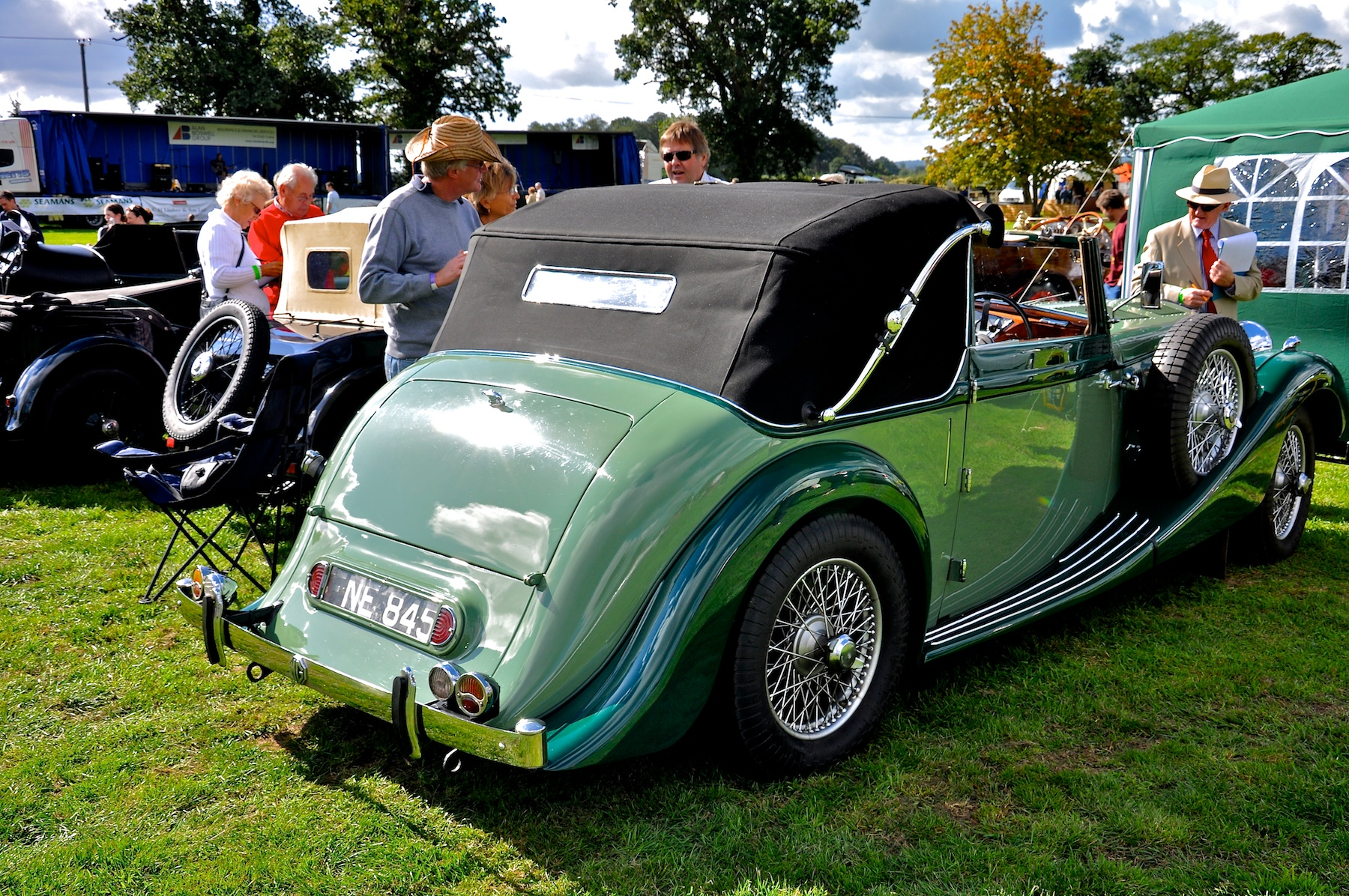

L'usine proposait aussi dans son catalogue un coupé décapotable Tickford et une randonneuse quatre portes par Charlesworth. Certains châssis sont habillés chez d'autres carrossiers, y compris Kellner à Paris et Reinbolt en Suisse. La berline est au prix de 442£, la randonneuse quatre places est à 450£ et le coupé Tickford à 468£.
La production fut arrêtée au déclenchement de la Seconde Guerre mondiale en 1939, et la voiture n'a pas été remise en production après la guerre.